# Sennuccio del Bene
Sennuccio del Bene (hacia 1275 - 1349) fue un poeta florentino contemporáneo de Dante y Petrarca
Miembro del partido güelfo blanco, tras la derrota de éstos, se vio obligado a huir a Milán primero y luego a la corte papal, en Aviñón.
Se le considera uno de los últimos autores pertenecientes al Dolce Stil Nuovo, precursor de la poesía petrarquista que triunfará en toda Europa a partir de mediados del siglo XIV, algunos de cuyos representantes más notables fueron Ausiàs March (1357-1459), Garcilaso de la Vega (1501-1536) o Pierre de Ronsard (1524-1585)